# Mbarek Ould Beyrouk
Mbarek Ould Beyrouk (en arabe مبارك ولد بيروك) est un écrivain mauritanien d'expression française né en 1957 à Atar. Journaliste et auteur de trois romans et d'un recueil de nouvelles, il reçoit en 2016 le prix Ahmadou-Kourouma pour son roman Le Tambour des larmes, ainsi que le prix du roman métis des lycéens.

## Biographie
Mbarek Ould Beyrouk étudie le droit à l’université de Rabat mais se tourne vers le journalisme. Après avoir travaillé pour les médias officiels, il fonde en 1988 le premier journal indépendant du pays, Mauritanie demain. Il devient par la suite membre de la Haute Autorité de la presse et de l'audiovisuel, créée en 2006.
Il a également été nommé en 2016 conseiller à la présidence de la République par l'ancien président mauritanien Mohamed Ould Abdelaziz.

## Œuvres
- Et le ciel a oublié de pleuvoir, 2006, éditions Dapper  (ISBN 2915258139)
- Nouvelles du désert, 2009, Présence africaine  (ISBN 270870799X)
- Le Griot de l'émir, 2013, éditions Elyzad  (ISBN 9973580524)
- Le Tambour des larmes, 2015, éditions Elyzad  (ISBN 997358080X) – prix Ahmadou-Kourouma, prix du roman métis des lycéens en 2016
- Je suis seul, 2018, éditions Elyzad  (ISBN 997358113X)[4]
- Parias, 2021, éditions Sabine Wespieser  (ISBN 9782848053868)
- Le Silence des horizons, 2021, éditions Elyzad  (ISBN 9789973581037)
- Saara, 2022, éditions Elyzad  (ISBN 9782492270840)